# درک داوکینز
دِرِک آنتونی داوکینز (به انگلیسی: Derek Dawkins) (زاده ۲۹ نوامبر ۱۹۵۹) بازیکن فوتبال اسبق بریتانیایی است. سرشناس‌ترین باشگاهی که او در آن بازی کرده لستر سیتی است.